# الحروب التراجانية الداتشية
الحروب التراجانية الداقية هي حملتين عسكريتين كانت بين الإمبراطورية الرومانية بقيادة تراجان ضد داقية بقيادة ديسيبالوس وقد انتهت هذه الحرب بانتصار الرومان واحتلالهم لجزء من داقية، حيث تمكن تراجان من الوصول إلى إلى عاصمة داقية سارميزيغيتوسا (في رومانيا حالياً) وقاموا بحصار ضدها وهذا ما أدى إلى استسلام ديسيبالوس وإعلان هزيمته أمام الرومان.